# Rheinisches JournalistInnen Büro
Das Rheinische JournalistInnen Büro ist ein Kollektiv von Journalisten und Fachautoren.

## Geschichte und Profil des Kollektivs
Das Büro bestand anfangs, im April 1982, aus zwei Personen: Werner Balsen und Hans Nakielski. Sie produzierten hauptsächlich Beiträge für den Rundfunk. 1983 kamen Karl Rössel und Rolf Winkel hinzu. Die vier Mitglieder vereinbarten die Fortführung des Büros als Kollektiv. Dazu gehörte unter anderem ein gemeinsam geführtes Konto für alle Autoreneinnahmen sowie Sozialabgaben und andere Ausgaben. Die Mitglieder vereinbarten einen Einheitslohn, der aus dem Topf der gemeinsamen Einkünfte bezahlt wurde. Außerdem redigierte das Kollektiv die Einzelbeiträge und -artikel der Mitglieder.
1983 entstand aus den journalistischen Arbeiten das kommerziell nicht erfolgreiche Buch „Ohne Arbeit geh'ste kaputt. Reportagen aus dem Innenleben der Krise.“ 1989 folgten mehrere Publikationen, die von der gewerkschaftsnahen Hans-Böckler-Stiftung gestützt wurden. 1991 verstärkte sich die Arbeit für öffentlich-rechtliche Rundfunkanstalten, unter anderem für die WDR-Sendereihe „Dritte Welt“.
Die Besetzungen wechselten mehrfach. 1995 bestand das Kollektiv aus fünf Autoren, in der Mehrheit aus Frauen. Sie änderten den Namen in „Rheinisches JournalistInnen Büro“. Ende 1996 wurde eine Erhöhung des Einheitslohnes beschlossen. Ab 1996/1997 wandte man sich verstärkt dem Thema „Afrika“ zu. 1999 gründeten Mitglieder des Büros den Verein „recherche international e.V.“

## Publikationen
- Ohne Arbeit geh'ste kaputt. Reportagen aus dem Innenleben der Krise., 1983[2]
- Neue Armut – keine Wende : zur (Nicht-)Absicherung d. Arbeitslosen nach 3 Jahren Wende-Regierung / eine Studie des Rheinischen Journalistenbüros, 1986[3]
- Hoch die internationale Solidarität : zur Geschichte d. Dritte-Welt-Bewegung in d. Bundesrepublik, 1986[4]
- Unternehmermethoden gegen Betriebsratswahlen : Reportagen aus Grauzonen der Arbeitswelt / Rheinisches Journalistenbüro, 1987[5]
- Wind, Sand und (Mercedes-)Sterne : Westsahara: der vergessene Kampf für die Freiheit, 1995[6]
- Operation Bondoc : deutsche Entwicklungshilfe zur Aufstandsbekämpfung ; Germans no, 1995 (engl. Ausgabe 1996)[7]
- Erlebte Geschichte. Montanmitbestimmung in Rheinhausen und anderswo, 1995[8]
- "Unsere Opfer zählen nicht": Die Dritte Welt im Zweiten Weltkrieg, 2005[9]
- Wanderausstellung: Die Dritte Welt im Zweiten Weltkrieg, 2009 bis 2011[10]

## Mediale Rezeption
- Dirk Eckert, Volksstimme, 10. Juli 2003, Journalismus im Kollektiv[11]
- Wilfried Dubois, SoZ – Sozialistische Zeitung, August 2003, Seite 19, Widerworte im Kollektiv[12]
- Zum 20-jährigen Bestehen des rjb gab es zahlreiche Resonanzen zum Kollektiv[13]

## Auszeichnungen
- Das Buch des Kollektivs „Unsere Opfer zählen nicht – Die Dritte Welt im Zweiten Weltkrieg (Hamburg/Berlin 2005)“ erhielt 2005 die Auszeichnung „Buch des Monats Juli“ und wurde auf etlichen Ausstellungen vorgestellt.[14][15]